# Tērvete kommun
Tērvetes Novads var en kommun i Lettland. Den låg i den västra delen av landet, 80 km sydväst om huvudstaden Riga. Antalet invånare var 4 173.
2021 slogs kommunen samman med Dobele kommun.
Följande samhällen fanns i Tērvetes Novads:
- Tērvete
- Zelmeņi